# 森田順平
森田 順平（もりた じゅんぺい、1954年8月1日 - ）は、日本の俳優、声優。京都府出生、福岡県小倉市出身。マウスプロモーション所属。

## 来歴
京都府で誕生し、父の仕事の関係で3歳の時に福岡県小倉市に転居。
最初の演技は幼稚園時代のクリスマスの聖劇で、家で母に台詞まわしをしごかれたという。
福岡教育大学附属小倉小学校の頃に国語の教科書の朗読するのが好きで率先して読んでいた。その構図がスタジオと酷似しており、その頃から現在の声優の仕事に対する意識があったと語る。学芸会でもそこそこの役をもらっていた。小学校4年生の時に教師の推薦で、福岡教育大学主催の文化祭で三つの附属小学校の代表に選ばれて、大学の講堂で朗読していた。大勢の前で壇上に立つのはアガッていたが、評価されたことが自信になったという。
福岡教育大学附属小倉中学校時代の文化祭の時にクラスの対抗の演劇コンクールで3年連続優勝。中学1、2年生の時に芝居を評価してくれた担任の教師に出会ったことが、最終的に役者の道を進んだきっかけとなったという。進路相談の時に教師が母に「高校には行かんと上京して劇団に入団したらどうね」、「高校に行かんで、東京で役者になった方がいい」と言っていたという。同時期に油絵クラブに入部して、油絵を描いていた。指導していた教師にも影響されて将来は美術大学に進学しようかとも思っていたという。福岡県立小倉高等学校に進学後、当時は休部状態だったが、附属中学校の演劇好きだった先輩たちからの指名で夏休み前に復活した演劇部で高校1年生の時に部長として活動。不条理演劇を扱って、3年目で市大会優勝、県大会2位、九州大会進出という快挙を達成した。高校時代にははっきりと既に役者になろうと思っていたが、父が「せっかく小倉高校に入ったやけん、大学は行け」と言われ、日本大学芸術学部演劇学科に進学。「早く世に出るためには文学座がいい」と考えて、大学4年生の時に文学座研究所に入所し、同大学在学中に文学座の研究生となる。
1977年に『金木犀はまだ咲かない』で初舞台を踏む。同年、NHKの新人オーディションに参加して大河ドラマ『花神』でテレビデビュー。
1979年開始の『3年B組金八先生』に数学教師・乾友彦役で約30年間出演した。1995年に文学座を退座後、フリーで活動してスケジュール調整、ギャラ交渉もしていた。しかし先方に迷惑をかけることも多々あり、1998年にあるプロデューサーから紹介されたマウスプロモーションへ所属して以降は声優業も行うようになった。同年、44歳で久野くみこと結婚し、1男1女がいる。
また、洗足学園音楽大学や東邦音楽大学で講師として教鞭を執っている。

## 人物・エピソード
特技は柔道、小倉弁。趣味はカレーの食べ歩き、パズルゲーム。
声優としての役柄については、マルチな声でさわやかな二枚目役から悪役を演じる。
声優としては専属（フィックス）のヒュー・グラントとコリン・ファースをはじめ、マシュー・マコノヒーやジャレッド・ハリス、ブルース・グリーンウッドなどの吹き替えを多く担当している。
『3年B組金八先生』をゲーム化した『3年B組金八先生 伝説の教壇に立て!』では、高峰通（数学、学年主任）で出演。起用された経緯は3年B組金八先生 伝説の教壇に立て!#音声を参照。
渡辺勝也は、森田は会うたびに「子供向け番組は素晴らしい。演じていて楽しい」ということを熱く語ると証言している。
紅殻のパンドラのブエル役には、名和宗則の熱い要望で参加した。髙橋龍也によれば、「ダンディーな森田とブエルのキャラクターのギャップがあまりにも大きくて、収録は本当に楽しかった」という。
『NARUTO -ナルト- 疾風伝』の長門は苦労して演じたキャラクターの1つであり、特に主人公と対峙した際、平和への憧れを語るシーンでは感情移入してしまい、少し泣きながら演じていたという。
NHK大河ドラマには複数回出演しているが、2度目の出演となった『草燃える』以降、本格的な乗馬訓練をしており、6度目の出演となった『信長 KING OF ZIPANGU』では、NHK直々の指令により小渕沢にて、乗馬や騎乗しての殺陣などの練習を5日間、缶詰め状態で指導を受けた。現在でも度々私用で訪問しており、八ヶ岳の山麓を外乗することが趣味となっている。また、大河ドラマの時代考証を担当する事が多かった林邦史朗に師事して抜刀術の免許を取得しており、同じくNHKの大型時代劇だった『宮本武蔵』に出演した際は、それを知った刀剣の専門家が、森田演じる人物が刀剣の手入れをする場面で、森田が真剣を使えるよう、撮影当日に自身の所持品を1つ貸し出してくれたことがあり、「真剣が使える訓練をしていたおかげで、専門家の方と触れ合えたのが嬉しかったなと思います」と述べている。
俳優として実在の人物を演じる場合、事前にその人物に関する書籍を1冊だけ読み込むようにしており、制作側から指定がなければ自身で選定するようにしている。これは複数の書籍を読み込む時間が取れないことと、芝居に関する統一感がなくなることを防ぐためであり、その1冊の中から演技に必要なものをピックアップすることで、演じる人物像の構築をする作業を必ず行っている。大河ドラマのデビュー作となった『花神』で沖田総司を演じた際は、事前に早乙女貢の『沖田総司』を上下巻読破し、後にこれを知った早乙女本人から激賞されたことがある。準備時間に余裕のある場合は、事前に演じる人物にゆかりのある場所を訪れることにしており、NHK大河ドラマでは、『花神』で東京にある沖田総司の墓を、『信長 KING OF ZIPANGU』で岐阜城を、『武田信玄』で小渕沢の信玄館を、それぞれ訪問している。
戦国時代の実在の人物を演じる場合は、その人物の基本的な性格や生活様式の再現を重視しており、役者として『その人物がどういうふうに生きたか』ということを大事にするため に、武勇伝や成功譚よりも、日常のさり気ない逸話を教わる方が重要であると考えている。具体的には大河ドラマでは、『信長 KING OF ZIPANGU』で河尻秀隆を演じた際、清州城攻略後に信長家臣に取り入るため、酒盛りの場で『ひょっとこ踊り』を踊った逸話を事前に知って、振付担当の猿若清三郎の協力の元、ナンバ歩きを採り入れながら踊りの所作を一から考案して芝居に活かすことができた が、『功名が辻』で酒井忠次を演じた際は、三方ヶ原の合戦で太鼓を叩いた逸話は知っていたが、『えび踊り』を他の武将たちに披露した逸話を、演じた後に知ったため、芝居の方向性に関しては未だに悔いが残っているという。また憎まれ役や敵役を演じる際も、別の地域では英雄視されている人物を演じる場合、その英雄像を壊さないよう、極力配慮しながら演じるよう心掛けている。
出生が京都であったため、多少の関西弁が話せる。2010年に俳優座の舞台で千利休を演じた際は、利休が堺の人であることを考慮して、台本で標準語だった台詞を全て泉州弁(堺言葉)に変更して演じたことがある。
村松英子の影響により、カトリック信徒。

### 家族
父は家業で歯科医療器具の製造販売の仕事をしていた。そのため、森田に「歯医者になって欲しい」と言っていた。
弟は同じく俳優の森田浩平、甥（浩平の息子）に同じく俳優の森田晋平がいる。従姉の子に俳優、劇作家、脚本家、演出家の加納幸和がいる。親戚にお笑いタレント、喜劇俳優、講談師の森田展義がいる。

## 出演（俳優）

### テレビドラマ
- 大河ドラマ（NHK）
  - 花神（1977年） - 沖田総司 役
  - 草燃える（1979年） - 北条時房 役
  - 徳川家康（1983年） - 浅野幸長 役
  - 武田信玄（1988年） - 今井兵部 役
  - 春日局（1989年） - 斎藤利宗 役
  - 信長 KING OF ZIPANGU（1992年） - 河尻秀隆 役
  - 八代将軍吉宗（1995年） - 小笠原胤次 役
  - 徳川慶喜（1998年） - 正親町三条実愛 役
  - 葵 徳川三代（2000年） - 三条西実条 役
  - 功名が辻（2006年） - 酒井忠次 役
  - 篤姫（2008年） - 伊達宗城 役
- 早筆右三郎（1978年、NHK） - 軍鶏の鬼一 役
- 連続テレビ小説
  - マー姉ちゃん（1979年） - 結城信彦 役
  - 本日も晴天なり（1981年） - 沢野 役
  - ロマンス（1984年）
- 3年B組金八先生（TBS） - 乾友彦[注 1] 役
  - 第3シリーズとSP7・SP8を除く全作品と3年B組貫八先生
- 太陽にほえろ!
  - 第343話「希望のサンバ」（1979年） - 竹宮ヒカル 役
  - 第366話「真夜中の殺意」（1979年） - 尾高慎一 役
  - 第468話「殴られたスニーカー」（1981年） - 峰元文夫 役
  - 第561話「12年目の真実」（1983年） - 浜村高志 役
  - 第576話「刑事・山さん」（1983年） - 小柳邦行 役
  - 第618話「コンピュータ計画」（1984年） - 水木直人 役
- 俺たちは天使だ! 第6話「運が良ければ痛み分け」（1979年） - 吉本健二
- 水曜時代劇→木曜時代劇
  - 御宿かわせみ 第1シリーズ 第2話「卯の花匂う」（1980年）
  - 宮本武蔵(1984年) - 北条新蔵 役
  - 鼠、江戸を疾る 第1シリーズ 第7話「容疑者・鼠の逆襲」（2014年3月6日） - 福井供次 役
- 新・必殺仕事人 第16話「主水家で説教する」（1981年） - 徳松 役
- 12時間超ワイドドラマ / 若き血に燃ゆる〜福沢諭吉と明治の群像（1984年）
- 気分は名探偵 第6話「愛されすぎた男」（1984年） - 医師 役
- 嫁ぐ日'84（1984年8月25日、NHK） - 高弘 役
- 土曜ワイド劇場
  - 辻真先の婚約旅行殺人事件シリーズ 第1作「北海道婚約旅行殺人事件」（1985年）
  - 西村京太郎トラベルミステリー 第12作「みちのく湯けむり殺意の旅」（1987年） - 原田 役
- 鬼平犯科帳 第1シリーズ 第20話「山吹屋お勝」（1990年） - 政 役
- 木曜ドラマ / 七人の女弁護士 第1シリーズ 最終話「非行主婦殺人事件!」（1991年3月28日）
- メタルヒーローシリーズ
  - 特救指令ソルブレイン 第42話「グラブに誓う復讐」（1991年） - ケン・ナカタ 役
  - 特捜ロボ ジャンパーソン 第31話「新型JP誕生?!」（1993年） - 時実小五郎 役
  - ブルースワット 第18話「強盗犯は英雄!!」（1994年） - 本田 役
- はぐれ刑事純情派 第8シリーズ 第8話「張り込み・お化け屋敷の女!?」（1995年）
- 日曜劇場（TBS）
  - MONSTERS 第2話「瞬間移動な犯人」（2012年） - 丸田恭治 役
  - 半沢直樹（2013年） - 岸川慎吾 役
- 連続ドラマW / トクソウ（2014年、WOWOW） - 相模創大 役
- 水曜ミステリー9
  - 信州山岳刑事 道原伝吉（2014年 - ） - 四賀善範 役
  - 犯罪科学分析室 電子の標的 第1作（2015年5月13日） - 平沢芳雄 役
- HERO 第2期 第5話（2014年8月11日） - 今村 役
- 闇の伴走者 第3話（2015年4月25日、WOWOW） - 日野靖幸 役[36]
- 島耕作シリーズ35周年企画 部長 風花凜子の恋 〜会長島耕作 特別編〜（2018年7月5日、7月11日） - 長須蔵治 役[37]
- 相棒 Season17 第3話（2018年10月31日） - 国島弘明 役[38]
- RISKY（MBS、2021年3月25日 -5月7日） - 樺沢 役
- おいしい給食 season2 第10話（2021年12月15日） - 佐久本 哲史 役

### 映画
- GSワンダーランド（2008年） - 重川政巳 役
- 私は貝になりたい（2008年） - 米軍の通訳 役
- グッバイエレジー（2017年） - やまだホームオーナー 役
- 日本大学藝術学部映画学科卒業制作「自己肯定感先生」（2022年） - ナレーション

### 舞台
- 喜劇 誘拐〜誠実にうそをつけ〜
- 金木犀はまだ咲かない
- 復讐するは我にあり
- ショートアイズ
- ルクレツィア・ボルジア
- リトルウィミン
- 七年目の浮気
- にんじん
- 真田風雲録
- 古都憂愁
- チェンジングルーム
- 真夜中のパーティー
- 夜の来訪者
- 好色一代女
- アメリカン・バッファロー
- 気紛れ
- キャットフード
- 館の殺人ぶ
- 弱法師・卒塔婆小町
- 貪りと瞋りと愚かさと
- ベル・ブック・アンド・キャンドル
- 音二郎・イン・ニューヨーク
- 第1回マウスプロモーション公演「誘拐」
- 3年B組金八先生・夏休みの宿題
- 第2回マウスプロモーション公演「新版・相続法概説」
- 第3回マウスプロモーション公演「桜の田」（'05）「ボビー」
- 第4回マウスプロモーション公演「桜の花にだまされて」
- 熱血!ブラバン少女。（2017年）
- マウスプロモーション50周年記念公演「ぼくの好きな先生」[39]

## 出演（声優）
太字はメインキャラクター。

### テレビアニメ
1999年
- キョロちゃん（1999年 - 2001年、グリグリ警部 / 怪盗ギロッシュ、シバシバ、男）
- 魔装機神サイバスター（安藤竜蔵）
- ワイルドアームズ トワイライトヴェノム（キール・アロナクス）

2000年
- 学校の怪談（桃子の父）

2001年
- カスミン（龍王）

2002年
- 神世紀伝マーズ（2002年 - 2003年、艦長、ホッパー）

2003年
- onちゃん夢パワー大冒険!（宮本武司）

2004年
- 無人惑星サヴァイヴ（ブリンドー）

2005年
- 交響詩篇エウレカセブン（ニール）
- タイドライン・ブルー（ブランタイル）

2006年
- ブラック・ジャック21（白拍子泰彦）
- 名探偵コナン（平山文吾）

2007年
- デルトラクエスト（謎の男 / ジョーカー）
- NARUTO -ナルト-（宝亀）
- ヤマトナデシコ七変化♥（蘭丸の父）

2008年
- ゴルゴ13（トーマス・シンプソン）

2010年
- NARUTO -ナルト- 疾風伝（長門）

2013年
- 宇宙戦艦ヤマト2199（ハイドム・ギムレー、古代剛）※2012〜2013年劇場先行公開
- 踊り子クリノッペ（ナンチョビー・マツダ）
- マギ シリーズ（2013年 - 2014年、ソロモン王） - 2シリーズ
- ローゼンメイデン（新アニメ）（めぐの父）

2015年
- Classroom☆Crisis（ジェイソン・リー）
- クレヨンしんちゃん（2015年 - 、園長先生〈高倉文太〉〈2代目〉、ナレーション〈2代目〉）
- ルパン三世 PART IV（レオポルド・ファーゴ）

2016年
- 紅殻のパンドラ（ブエル）

2018年
- HUGっと!プリキュア（2018年 - 2019年、ジョージ / ジョージ・クライ）

2019年
- KING OF PRISM -Shiny Seven Stars-（児玉専務）

2020年
- かぐや様は告らせたい シリーズ（2020年 - 2023年、田沼正造） - 1シリーズ + 特別編
- 憂国のモリアーティ（ナレーション）

2021年
- Fairy蘭丸〜あなたの心お助けします〜（御守豊穣）
- キラッとプリ☆チャン（めるパパ）
- ワッチャプリマジ!（2021年 - 2022年、陽比野英吉）
- ぐんまちゃん（2021年 - 2023年、古墳様、あおま父、グングンマー、アンノウン星人たち、グングングングングングンマー） - 2シリーズ
- 世界最高の暗殺者、異世界貴族に転生する（暗殺者）

2022年
- ふしぎ駄菓子屋 銭天堂（2022年 - 2024年、しらたま）

2023年
- ツルネ -つながりの一射-（東条）
- もののがたり（朧）

2024年
- パーティーから追放されたその治癒師、実は最強につき（宰相）

2025年
- 俺は星間国家の悪徳領主!（課長）
- 未ル わたしのみらい（マリオ祖父）

### 劇場アニメ
- 機動戦士ガンダム 特別版（2000年、ジーン）
- WXIII 機動警察パトレイバー（2002年、石原悟郎[50]）
- ぼくの孫悟空（2003年、三蔵法師[51]）
- ハーモニー（2015年、霧慧ヌァザ[52]）
- クレヨンしんちゃん 爆睡!ユメミーワールド大突撃（2016年、園長先生）
- 劇場版 マジンガーZ / INFINITY（2018年、弓弦之助[53]）
- クレヨンしんちゃん 激突! ラクガキングダムとほぼ四人の勇者（2020年、園長先生）
- しん次元! クレヨンしんちゃん THE MOVIE 超能力大決戦 〜とべとべ手巻き寿司〜（2023年、園長先生）
- クレヨンしんちゃん オラたちの恐竜日記（2024年、園長先生）
- クレヨンしんちゃん 超華麗!灼熱のカスカベダンサーズ（2025年、園長先生）

### OVA
- 機動新撰組 萌えよ剣（2003年、エゲレス紳士〈ほとがら妖怪〉）
- コゼットの肖像（2004年、榎戸豊）
- 宇宙戦艦ヤマト2202 愛の戦士たち（2018年、ハイドム・ギムレー[54]）※ODS作品、2018年秋テレビ放送開始

### Webアニメ
- マウスどうぶつえん（2016年 - 、キリンのじゅんぺい）
- HERO MASK（2018年、レノックス・ギャラガー[55]）
- マウスどうぶつえん名作劇場（2020年、キリンのじゅんぺい）

### ゲーム
1999年
- サンライズ英雄譚（トッド・ギネス）
- 立体忍者活劇 天誅 忍凱旋（明智尖十郎）

2002年
- 機甲武装Gブレイカー（レドロス・ビンズバンカー） - 2作品

2003年
- スターオーシャン Till the End of Time（ラッセル、ビウィグ）

2004年
- 3年B組金八先生 伝説の教壇に立て!（高峰通）
- スターオーシャン Till the End of Time ディレクターズカット（ラッセル、ビウィグ）

2005年
- 機動戦士ガンダム 一年戦争（ジーン）
- GENJI（守剣天）
- 忍道 戒（一条信輝）
- ぼくらのかぞく（荒川渡）

2006年
- エイジ オブ エンパイアIII（ナッサウ伯マウリッツ）
- 交響詩篇エウレカセブン（ニール）
- パイレーツ・オブ・カリビアン/デッドマンズ・チェスト（ジェームズ・ノリントン）

2007年
- SDガンダム GGENERATION（2007年 - 2016年、ジーン、コロニー公社員〈0083〉 他） - 3作品
- CRISIS CORE - FINAL FANTASY VII  （ラザード）

2008年
- Fallout 3（ジェームス）
- 428 〜封鎖された渋谷で〜（遠藤大介）

2009年
- ウィザードリィ 囚われし魂の迷宮（クラウス）
- ラチェット&クランク FUTURE2（アリスター・アジマス将軍）

2010年
- NARUTO -ナルト- ナルティメットストーム2（長門）

2011年
- ガチトラ! 〜暴れん坊教師 in High School〜（藤岡悟）
- 侍道4（ナレーション）
- 忍道2 散華（一条信輝）

2012年
- アサシン クリード III（チャールズ・リー）
- 機動戦士ガンダムオンライン（ジーン）
- 機動戦士ガンダム 木馬の軌跡（ジーン）
- シェルノサージュ〜失われた星へ捧ぐ詩〜（リーヴェルト）
- NARUTO -ナルト- 疾風伝 ナルティメットストームジェネレーション（長門）
- 龍が如く5 夢、叶えし者（冨士田）

2013年
- 真・女神転生IV（フジワラ）
- 真・ガンダム無双（ジーン）
- NARUTO -ナルト- 疾風伝 ナルティメットストーム3（長門）
- メトロ ラストライト（レスニスキー）

2014年
- NARUTO -ナルト- 疾風伝 ナルティメットストームレボリューション（長門）

2015年
- The Order:1886

2016年
- NARUTO -ナルト- 疾風伝 ナルティメットストーム4（長門）
- 真・女神転生IV FINAL（フジワラ）
- ミラーズエッジ カタリスト（バードマン）
- 龍が如く6 命の詩。（ビッグ・ロウ）

2018年
- Destiny 2（ユルドレン・ソヴ、クロウ）
- JUDGE EYES:死神の遺言（森田邦彦）

2020年
- The Last of Us Part II（ジュリー）
- キャプテン翼 RISE OF NEW CHAMPIONS

2025年
- 牧場物語 Let's!風のグランドバザール（スチュアート）

### ドラマCD
- 星界の断章 ドラマCD 第9話「併呑」（ロック）
- ぼくたちと駐在さんの700日戦争（電気屋）
- MAUSU THEATER
- オジサマ専科 Vol.16 今宵、月明かりのテラスで 〜in the moonlight terrace〜

### BLCD
- 甘利先生の華麗なセミナー（甘利修司）
- 幻想少年譚 月彦（槙野桃男）
- 理想彼氏 第2弾 熱血タイプ（スペインチーム監督）

### ラジオドラマ
- NHK-FM 青春アドベンチャー
  - 「あでやかな落日」（2006年）
  - 「失われた地平線」（2009年） - ヒュー・コンウェイ
- NHK-FM FMシアター
  - 「素晴らしき休日」（1994年）
  - 「娘たちの庭」（2000年）
  - ドイツの現代文学「太陽通り」（2006年）
  - スペインの現代文学「狼たちの月」（2008年）
- ラジオ図書館
  - 「社内犯罪講座」（1994年）
  - 「をぢさんの話」（1994年）
  - 「もう一度走りだそう」（1994年）
  - 「月がのぼるまでに」（1994年）
  - 「支店長、最後の仕事」（1994年）
  - 「糸ノコとジグザグ」（1994年）

### ラジオ
- 新撰組インターネットラジオ（土方歳三）

### 特撮
- スーパー戦隊シリーズ
  - 轟轟戦隊ボウケンジャー（2006年、リュウオーンの声）
    - 轟轟戦隊ボウケンジャー THE MOVIE 最強のプレシャス（2006年、リュウオーンの声）

  - 炎神戦隊ゴーオンジャー（2008年、カガミバンキの声）
  - 天装戦隊ゴセイジャー（2010年、ネッシーのウオボ渦の声）
  - 海賊戦隊ゴーカイジャー（2011年、リュウオーンの声）
  - 烈車戦隊トッキュウジャー（2014年、チェーンシャドーの声）

### 吹き替え

#### 担当俳優
アラン・テュディック
- アイ,ロボット（サニー）※フジテレビ版
- CSI:7 科学捜査班 #6（カール・フィッシャー）
- ベイマックス（アリステア・クレイ）
- ベイマックス ザ・シリーズ（アリステア・クレイ）

アンディ・ラウ
- 愛と死の間で（デレク / コウ）
- インファナル・アフェア（ラウ・キンミン）※ソフト版
- インファナル・アフェアIII 終極無間（ラウ・キンミン）※ソフト版
- SHOCK WAVE ショックウェイブ 爆弾処理班（チョン警官）

ケヴィン・ソルボ
- ほぼ300〈スリーハンドレッド〉（将軍）
- ワイルド・タウン2（ニック・プレスコット）
- ワイルド・タウン3（ニック・プレスコット）

ケルシー・グラマー
- ジーザス・レボリューション（チャック・スミス）
- そりゃないぜ!? フレイジャー（フレイジャー・クレイン）
- パパと娘のハネムーン（ハリー）
- プルーブン・イノセント 冤罪弁護士（ゴア・ベローズ地方検事）

コリン・ファース
- 1917 命をかけた伝令（エリンモア）
- 裏切りのサーカス（ビル・ヘイドン）
- オペレーション・ミンスミート -ナチを欺いた死体-（ユーエン・モンタギュー）
- キングスマン（ハリー・ハート）
- キングスマン:ゴールデン・サークル（ハリー・ハート）
- ザ・ステアケース -偽りだらけの真実-（マイケル・ピーターソン）
- スプリング・ガーデンの恋人（コリン・ウェア）
- 潜水艦クルスクの生存者たち（デイヴィッド・ラッセル代将）
- デビルズ・ノット（ロン・ラックス）
- マジック・イン・ムーンライト（スタンリー）
- メリー・ポピンズ リターンズ（ウィリアム・“ウェザーオール”・ウィルキンズ）
- モネ・ゲーム（ハリー・ディーン）
- ロッカビー:パンナム103便爆破事件（ジム・スワイア）

ジャック・ダヴェンポート
- アガサ・クリスティー ミス・マープル 書斎の死体（ハーパー警視）
- パイレーツ・オブ・カリビアンシリーズ（ジェームズ・ノリントン）
  - パイレーツ・オブ・カリビアン/呪われた海賊たち
  - パイレーツ・オブ・カリビアン/デッドマンズ・チェスト
  - パイレーツ・オブ・カリビアン/ワールド・エンド

ジャレッド・ハリス
- ザ・クラウン（ジョージ6世）
- シャーロック・ホームズ シャドウ ゲーム（ジェームズ・モリアーティ）
- シャドウハンター（ホッジ・スタークウェザー）
- チェルノブイリ -CHERNOBYL-（ヴァレリー・ソガレフ）
- ファウンデーション（ハリ・セルダン）
- FRINGE/フリンジ（デビット・ロバート・ジョーンズ）

ジョン・トラボルタ
- アメリカン・クライム・ストーリー/O・J・シンプソン事件（ロバート・シャピロ）
- オールド・ドッグ（チャーリー・リード）
- リベンジ・リスト（スタンリー・ヒル）
- WILD HOGS/団塊ボーイズ（ウディ・スティーヴンス）

ヒュー・グラント
- アバウト・ア・ボーイ（ウィル・フリーマン）
- アメリカン・ドリームズ（マーティン・トゥイード）
- 異端者の家（ミスター・リード）
- 噂のモーガン夫妻（ポール・モーガン）
- 英国スキャンダル〜セックスと陰謀のソープ事件（ジェレミー・ソープ）
- オペレーション・フォーチュン（グレッグ・シモンズ）
- コードネーム U.N.C.L.E.（ウェーバリー）
- 恋するための3つのルール（マイケル・フェルゲイト）
- ジェントルメン（フレッチャー）
- ダンジョンズ&ドラゴンズ/アウトローたちの誇り（フォージ・フレッチャー）
- ナイブズ・アウト: グラス・オニオン（フィリップ）
- ノッティングヒルの恋人（ウィリアム・タッカー）※機内上映版
- ブリジット・ジョーンズの日記（ダニエル・クリーヴァー）
- ブリジット・ジョーンズの日記 きれそうなわたしの12か月（ダニエル・クリーヴァー）
- フレイザー家の秘密（ジョナサン・フレイザー）
- マダム・フローレンス! 夢見るふたり（シンクレア・ベイフィールド）
- ラブ・アクチュアリー（デイヴィッド）
- Re:LIFE〜リライフ〜（キース・マイケルズ）

ブルース・グリーンウッド
- アイ,ロボット（ローレンス・ロバートソン）※ソフト版
- ハリウッド的殺人事件（バーナード・“ベニー”・マッコ警部補）
- ビロウ（ブライス）※テレビ東京版
- メルトダウン（トム・シェイ捜査官）

マシュー・マコノヒー
- アミスタッド（ロジャー・ボールドウィン）
- ウルフ・オブ・ウォールストリート（マーク・ハンナ）
- KUBO/クボ 二本の弦の秘密（クワガタ /ハンゾウ）※機内上映版
- 恋するレシピ 〜理想のオトコの作り方〜（トリップ）
- コンタクト（パーマー・ジョス）※ソフト版
- トゥー・フォー・ザ・マネー（ブランドン・ラング）
- TRUE DETECTIVE/二人の刑事（ラスト・コール）
- 10日間で男を上手にフル方法（ベンジャミン・バリー）
- トロピック・サンダー/史上最低の作戦（リック・ペック）
- ニュートン・ボーイズ（ウィリス・ニュートン）
- フレイルティー 妄執（フェントン・ミークス）
- U-571（アンドリュー・タイラー）※ソフト版

マシュー・モディーン
- アルマゲドン2013（マイケル・レンジャー博士）
- ストレンジャー・シングス 未知の世界 S1-S2、S4（マーティン・ブレンナー博士）
- トランスポーター2（ジェファーソン・ビリングス）※テレビ朝日版

リチャード・ギア
- 運命の女（エドワード・サムナー）※ソフト版
- キング・オブ・マンハッタン 危険な賭け（ロバート・ミラー）
- マザー・ファーザー・サン（マックス）

ルーファス・シーウェル
- グレート・スクープ（アンドリュー王子）
- ホリデイ（ジャスパー）
- レジェンド・オブ・ゾロ（アルマン伯爵）※ソフト版

#### 映画（吹き替え）
- アート・オブ・ウォー（ブライ〈マイケル・ビーン〉）※テレビ東京版
- アウトランダー（ケイナン〈ジム・カヴィーゼル〉）
- アストロノーツ（ディーク・スレイトン）
- アニマル・ファクトリー（アール・コーベン〈ウィレム・デフォー〉）
- アラフォー女子のベイビー・プラン（ウォーリー〈ジェイソン・ベイトマン〉）
- アンストッパブル（ネッド・オールダム〈リュー・テンプル〉）
- アンナ・カレーニナ（ブロンスキー〈ショーン・ビーン〉）
- インタビュー・ウィズ・ヴァンパイア（レスタト〈トム・クルーズ〉）※テレビ東京版
- インパクト・ポイント 狙われたビーチの妖精（アダムス刑事〈リンデン・アシュビー〉）
- ウィンストン・チャーチル/ヒトラーから世界を救った男（ジョージ6世〈ベン・メンデルソーン〉）
- ウォンテッド（クロス〈トーマス・クレッチマン〉[84]）※BSテレ東版
- A.I.（ステージマネージャー〈マイケル・ベレス〉）※ソフト版
- エイリアン ディレクターズ・カット版（ケイン〈ジョン・ハート〉）
- X-MEN:ファースト・ジェネレーション（ケネディ大統領）
- エベレスト 3D（ダグ・ハンセン〈ジョン・ホークス〉[85]）
- エリン・ブロコビッチ（カート〈ピーター・コヨーテ〉）※ソフト版
- オーシャンズ12（フランソワ・トゥルアー〈ヴァンサン・カッセル〉）※日本テレビ版
- オール・アバウト・マイ・マザー（ロラ）
- オクトパス（ジャック・ショウ船長）※ソフト版
- 男たちの挽歌（台湾警察・警部〈ジョン・ウー〉）※ソフト版
- カウベルズ/パパのビジネスを救え!（リード・カルム〈ジャック・コールマン〉）
- カサブランカ（ヴィクター・ラズロ〈ポール・ヘンリード〉）※スター・チャンネル版
- 完全なる報復（クライド・シェルトン〈ジェラルド・バトラー〉）
- 奇跡の歌（ヴィンス〈アーマンド・アサンテ〉）
- ギャングバスターズ（カルロス〈ビリー・ボブ・ソーントン〉）
- グッドナイト・ムーン（ダンカン・サミュエルズ）
- グリーンマイル（ブルータス〈デヴィッド・モース〉）※フジテレビ版
- クリスマス・キャロル（クラチット〈リス・エヴァンス〉、ジェイコブ・マーレイ〈ニコラス・ケイジ〉）
- グローリー・ロード（ドン・ハスキンズ〈ジョシュ・ルーカス〉）
- ゲーム（コンラッド・ヴァン・オートン〈ショーン・ペン〉）※ソフト版
- ゴーストバスターズ（ウォルター・ペック〈ウィリアム・アザートン〉[86]）※ソフト版
- ゴーストバスターズ/フローズン・サマー（ウォルター・ペック〈ウィリアム・アザートン〉[87]）
- ゴールデン・チャイルド（サード・ナムスパ〈チャールズ・ダンス〉）※VOD版
- コールド・ウォー 香港警察 二つの正義（アルバート・クォン〈ラム・カートン〉）
- 子鹿物語（ペニー〈グレゴリー・ペック〉）※テレビ東京新録版
- コレクター（ニック・ラスキン〈ケイリー・エルウィス〉）※テレビ朝日版
- 13デイズ（ロバート・ケネディ〈スティーヴン・カルプ〉）※ソフト版
- サイモン・バーチ（大人のジョー・ウェントワース〈ジム・キャリー〉）
- サウンド・オブ・サンダー（ルーカス医師）
- 斬撃 -ZANGEKI-（モーガン〈ダニー・ミッドウィンター〉）
- シェイプ・オブ・ウォーター（J.F.ケネディ[88]）
- ジェニファーの明日 あなたを抱きしめさせて（ジャック〈ヴィンセント・スパーノ〉）※NHK版
- シティ・オブ・エンジェル（ジョーダン・フェリス〈コルム・フィオール〉）
- ジャスティス（ピーター大尉〈ライナス・ローチ〉）
- シャレード（ジョシュア・ピーターズ〈マーク・ウォールバーグ〉）
- 十二夜（オーシーノ公爵〈トビー・スティーブンス〉）
- 守護神（ベン・ランドール〈ケビン・コスナー〉）
- ショウタイム（シーザー・バーガス）※ソフト版
- スコーピオン・キング（メムノン[89]）※ソフト版
- スタスキー&ハッチ（ハギー・ベア〈スヌープ・ドッグ〉）
- ストップ・ロス/戦火の逃亡者（ブート・ミラー中佐〈ティモシー・オリファント〉）
- スピーシーズ2（パトリック・ロス）※ソフト版
- スプリング/死の泉（デニス・コンウェイ〈カイル・マクラクラン〉）
- セクレタリアト/奇跡のサラブレッド（ホリス・チェネリー〈ディラン・ベイカー〉）
- 戦場にかける橋（軍医クリプトン〈ジェームズ・ドナルド〉）※ソフト版
- 相続人（リック・マグルーダー〈ケネス・ブラナー〉）※ソフト版
- ソウル（カン・ヨンス）
- ゾンビ（スティーヴン・アンドリュース〈デビッド・エンゲ〉）※ソフト版
- ダークネス（マーク〈イアン・グレン〉）
- タイタニック（ハロルド・ロウ〈ヨアン・グリフィズ〉）※フジテレビ版
- タキシード（クラーク・デブリン〈ジェイソン・アイザックス〉）
- 007/オクトパシー（カマル・カーン〈ルイ・ジュールダン〉）※ソフト版
- タワーリング・インフェルノ（ゲイリー・パーカー上院議員〈ロバート・ヴォーン〉）※BSジャパン版
- ダンサー・イン・ザ・ダーク（サミュエル〈ヴィンセント・パターソン〉）
- タンタンの冒険/ユニコーン号の秘密（レッド・ラッカム〈ダニエル・クレイグ〉）
- チップス先生さようなら（マックス・シュテイフェル〈コンリース・ヒル〉）
- ドーン・オブ・ザ・デッド（マイケル・ショーネシー〈ジェイク・ウェバー〉）
- ドゥームズデイ（ハッチャー首相〈アレクサンダー・シディグ〉[90]）※ソフト版
- ドゥームズデイヤー（ジャック・ローガン〈ジョー・ララ〉）
- トゥームレイダー（ヒラリー〈クリス・バリー〉）※フジテレビ版
- 閉ざされた森（ビル・スタイルズ大佐〈ティモシー・デイリー〉）
- トム・ソーヤーの大冒険（サッチャー判事〈チャールズ・ロケット〉）※NHK-BS2版
- ドラキュリア（ドラキュリア〈ジェラルド・バトラー〉）
- ドラフト・デイ（ソニー・ウィーヴァー・ジュニア〈ケビン・コスナー〉）
- トロン: レガシー（警備部長、アナウンサー）
- トワイライト 特別篇（カーライル・カレン〈ピーター・ファシネリ〉）※日本テレビ版
- 9デイズ（ローランド〈ジョン・スラッテリー〉）※フジテレビ版
- 名もなき生涯（ヘルダー大尉〈マティアス・スーナールツ〉[91]）
- なりすましアサシン（ルイーズ将軍〈ユル・ヴァスケス〉）
- ノース 小さな旅人（ワード・ネルソン〈ジョン・リッター〉）
- ノストラダムス（ノストラダムス〈チェッキー・カリョ〉）
- パーム・スプリングス（ハワード〈ピーター・ギャラガー〉[92]）
- ハイウェイマン（レニー・クレイ〈ジム・カヴィーゼル〉）※テレビ東京版
- パトリオット（ウィリアム・ダビントン大佐〈ジェイソン・アイザックス〉）※ソフト版
- バニラ・スカイ（ブライアン〈ジェイソン・リー〉）
- ハムレット（クローディアス〈カイル・マクラクラン〉）
- バレエ・カンパニー（ロベール・デロジエ〈本人〉）
- バレット モンク（ストラッカー〈カレル・ローデン〉）※ソフト版
- HERO（無名〈ジェット・リー〉）
- ピザ男の異常な愛情（ラルフ・ホッチキス捜査官）
- ビヨンド the シー 夢見るように歌えば（ボビー・ダーリン〈ケヴィン・スペイシー〉）
- 風暴 ファイヤー・ストーム（トー〈ラム・カートン〉）
- フライ・ミー・トゥ・ザ・ムーン[93]
- ブラック・スワン（トーマス・ルロイ〈ヴァンサン・カッセル〉）
- ブラック・ダイヤモンド（ヤオ・リン〈マーク・ダカスコス〉）※テレビ朝日版
- プラトーン（エライアス・グロージョン三等軍曹〈ウィレム・デフォー〉）※テレビ東京版
- ブレイブハート（ロバート・ザ・ブルース〈アンガス・マクファーデン〉）※テレビ朝日版
- ブロークダウン・パレス（ハンク〈ビル・プルマン〉）
- ヘヴンズ・バーニング（コリン・オブライエン〈ラッセル・クロウ〉）
- ボーンシリーズ
  - ボーン・レガシー（リック・バイヤー〈エドワード・ノートン〉）
  - ジェイソン・ボーン（ラッセル長官〈スコット・シェパード〉[94]）※BSテレ東版
- ホビット 竜に奪われた王国（スランドゥイル〈リー・ペイス〉）
- ホビット 決戦のゆくえ（スランドゥイル〈リー・ペイス〉[95]）
- ボブ・クレイン 快楽を知ったTVスター（ボブ・クレイン〈グレッグ・キニア〉）
- ポリス・ストーリー/香港国際警察（署長[96]）※ソフト版
- ポリス・ストーリー2/九龍の眼（署長）※DVD・BD版
- ボルケーノ（ノーマン・カルダー〈ジョン・コーベット〉[97]）※テレビ朝日版
- マジェスティック（ピーター・アプルトン〈ジム・キャリー〉）
- マスク・オブ・ゾロ（アレハンドロ・ムリエッタ / 二代目ゾロ〈アントニオ・バンデラス〉）※日本テレビ版
- マディソン郡の橋（マイケル・ジョンソン）※ソフト版
- マトリックス レボリューションズ（ラーマ・カンドラ、オペレーター）※フジテレビ版
- 真夏の夜の夢（オベロン〈ルパート・エヴェレット〉）
- 迷い婚 -全ての迷える女性たちへ-（ジェフ・ディリー〈マーク・ラファロ〉）
- マルホランド・ドライブ（アダム・ケシャー〈ジャスティン・セロー〉）
- ミケランジェロ・プロジェクト（ジャン＝クロード・クレルモン〈ジャン・デュジャルダン〉）
- ミシェル・ヴァイヨン（ジャン＝ピエール・ヴァイヨン）
- Mr.&Mrs. スミス（ウェクスラー博士〈ウィリアム・フィクナー〉）※テレビ朝日版
- モニカ・ベルッチの情事（チェーザレ・ロルッソ）
- モンテ・クリスト伯（フェルナン・モンデーゴ〈ガイ・ピアース〉）
- U.M.A レイク・プラシッド（ジャック・ウェルズ〈ビル・プルマン〉）
- ヨギ & ブーブー わんぱく大作戦（スミス隊長）
- RAW 少女のめざめ（ジュスティーヌの父〈ローラン・リュカ〉）
- ラストゲーム（クラドップ）
- ララミーから来た男（ロックハート〈ジェームズ・スチュワート〉）※ソフト版
- リアル・スティール（リッキー〈ケヴィン・デュランド〉）
- リディック（ピュリファイア〈ライナス・ローチ〉）
- レッド・オクトーバーを追え!（カマロフ）※テレビ朝日版
- ワンス・アンド・フォーエバー（ブルース・クランドール少佐〈グレッグ・キニア〉）※フジテレビ版

#### ドラマ
- アガサ・クリスティー ミス・マープル
  - ポケットにライ麦を（パーシバル・フォーテスキュー）
- アナザー・ライフ〜天国からの3日間〜（若いバリー・ルイス〈ジェイソン・ナイト〉）
- アンダー・ザ・ドーム（ライル〈ドワイト・ヨアカム〉）
- ER IV 緊急救命室（ロウシャー〈ジェームズ・レグロス〉、コッシ〈ベンジャミン・キング〉）
- ER XV 緊急救命室 #8（ヘンリー・ロタリー〈スティーヴン・スピネラ〉）
- IT（ビル〈リチャード・トーマス〉）※NHK-BS2版
- イニョプの道（太宗〈アン・ネサン〉）
- インジャスティス 〜法と正義の間で〜（ウィリアム・トラヴァース〈ジェームズ・ピュアフォイ〉）
- 宇宙船レッド・ドワーフ号（ハワード・リマー〈マーク・デクスター〉）
- 宇宙へ 〜冷戦と二人の天才〜（ヴェルナー・フォン・ブラウン）
- エージェント・オブ・シールド シーズン3 #18 - シーズン4 #22（ホールデン・ラドクリフ博士〈ジョン・ハナー〉）
- エア・アメリカ（リオ・アーネット〈ロレンツォ・ラマス〉）
- エイリアス（ニール・キャプラン〈クリスチャン・スレーター〉）
- SF起源 タイムゲイト（H・G・ウェルズ）
- NCIS 〜ネイビー犯罪捜査班（レオン・ヴァンス〈2代目〉〈ロッキー・キャロル〉）※シーズン12から
- NCIS: ニューオーリンズ（ダグラス・ハミルトン市会議員〈スティーヴン・ウェバー〉）
- ガーゴイルズ（グリフィン）
- 騎馬警官（モファット警部補）
- グッド・ファイト シーズン1 #7（カイル・ギャロ判事〈ケヴィン・ポラック〉）
- glee/グリー（ハイラム〈ジェフ・ゴールドブラム〉）
- クリミナル・マインド FBI行動分析課
  - シーズン1-12（アーロン・ホッチナー〈トーマス・ギブソン〉）
  - シーズン15 #1（ハースト検視官〈トム・アマンデス〉）
- クローザー シーズン3（ジョナサン・シェイファー）
- 刑事コロンボ 美食の報酬（ポール・ジェラード〈ルイ・ジュールダン〉）※完全版追加収録部分
- コールドケース6（ロイ・W・ダン〈ベイリー・チェイス〉）
- 恋するアンカーウーマン（チャーリー・バブコック〈ジョシュ・ホプキンス〉）
- コッソンビ　二花院の秘密 (左議政(チャイジョン)シン・ウォノ〈アン・ネサン〉）[98]
- コナン・ドイルの事件簿（アーサー・コナン・ドイル）
- ザ・ユニット 米軍極秘部隊
- CSI:ニューヨーク #22, 23（ラサム検事〈ラファエル・スバージ〉）
- SHERLOCK（シャーロック）（チャールズ・オーガスタス・マグヌッセン〈ラース・ミケルセン〉）
- 主任警部アラン・バンクス（ジェリー・ライデル）
- ジョーイ シーズン1 #3（ジェイク・モーガン〈ジェフ・スタルツ〉）
- 女王ヴィクトリア 愛に生きる（サー・ジョン・コンロイ〈ポール・リス〉[99]）
- 新・逃亡者（リチャード・キンブル〈ティモシー・デイリー〉）※VHS版
- スーパーナチュラル（ディック・ノーマン〈ジェームス・パトリック・スチュアート〉）
- スイッチ 〜運命のいたずら〜（ジョン）
- SCORPION/スコーピオン シーズン4 #15（ランダル・P・スマイス）
- スタートレック:ヴォイジャー（ヴォーラック）
- スタートレック:エンタープライズ（29世紀の人物 / ヘンリー・アーチャー）
- スタートレック:ディープ・スペース・ナイン シーズン7 #14（ラーズ〈ガーマン・ハーツラー〉）
- ステート・ウイズイン 〜テロリストの幻影〜（ゴードン・アデア〈テッド・ウィトール〉）
- ストライクバック:極秘ミッション シーズン3、4（フィリップ・ロック〈ロブソン・グリーン〉）
- スパルタカスIII ザ・ファイナル（マルクス・クラッスス〈サイモン・メレルズ〉）
- 青春越壁 (青春ウォルダム 呪われた王宮) (右議政(ウイジョン)チョ・ウォンボ 〈チョン・ウンイン〉）
- セカンド・チャンス 造られた男（デュヴァル・プリチャード〈ティム・ディケイ〉）
- 7デイズ 時空大作戦（フランク・B・パーカー〈ジョナサン・ラパーリア〉）
- 捜査官クリーガン（デイブ・クリーガン〈ロブソン・グリーン〉）
- ゾウズ・フー・キル3 殺意の深層（シーモン）
- 続ハリーズ・ロー 裏通り法律事務所
- ダークネス: ゾウズ・フー・キル（ムラ・トムスン〈ピーター・ミュウギン〉[100]）
- 第一容疑者4 消えた幼児（アンドルース刑事）
- DALLAS/スキャンダラス・シティ（ボビー・ユーイング〈パトリック・ダフィ〉）
- デスパレートな妻たち シーズン8（トリップ・ウエストン〈スコット・バクラ〉）
- トゥルー・コーリング #20（ドニー）
- どこかでなにかがミステリー（リック）
- NUMBERS 天才数学者の事件ファイル シーズン3 #24（アリスター・マクレアー〈ジェームズ・フレイン〉）
- バーン・ノーティス 元スパイの逆襲 シーズン4 #11（チャールズ・アーチャー）
- HAWAII FIVE-0 シーズン5 #2（エリック・ポーター〈ウィリアム・メイポーザー〉）
- 反撃のレスキュー・ミッション（ハキーム・アル・ナゼリ〈ダーフィル・ラブディニ〉）
- FOREVER Dr.モーガンのNY事件簿（ヘンリー・モーガン〈ヨアン・グリフィズ〉）
- 4400 未知からの生還者（ドリュー）
- ふたりはふたご（ケビン・バーク〈クシストファー・シーバー〉）
- ブルーブラッド 〜NYPD家族の絆〜（チャールズ・ロッセリーニ）
- フレンズ（ギャビン・ミッチェル）
- 北京バイオリン（劉成〈リュウ・チェン〉）
- HELIX -黒い遺伝子-（アラン・ファーガット〈ビリー・キャンベル〉）
- BONES シーズン5 #14（コープランド医師）
- ホワイトカラー
  - シーズン1 #5（ジェラルド・ドーセット）
  - シーズン2（ヴィンセント・アドラー〈アンドリュー・マッカーシー〉）
- マードック・ミステリー 〜刑事マードックの捜査ファイル〜（ウィリアム・マードック〈ヤニック・ビッソン〉）
- ミセス・アメリカ 〜時代に挑んだ女たち〜（フレッド・シュラフリー〈ジョン・スラッテリー〉[101]）
- ミディアム 霊能者アリソン・デュボア（ウォーカー）
- ムーン・パニック（アレックス・キトナー〈デヴィッド・ジェームズ・エリオット〉）
- 名探偵ポワロ アクロイド殺人事件（デイビス警部補）※NHK版
- 名探偵モンク（トレヴァー・マクダウェル〈ピーター・アウターブリッジ〉）
- 名探偵モンク6 #13（ボブ・コスタス）
- THE MENTALIST メンタリストの捜査ファイル（リック・ティーグラー〈ボディ・エルフマン〉）
- ライ・トゥ・ミー 嘘は真実を語る（ジョン・スタフォード）
- レッド・エレクション（ウィリアム〈スティーヴン・ディレイン〉[102]）
- ロイヤル・スキャンダル 〜エリザベス女王の苦悩〜（ナレーター〈スティーヴン・マッキントッシュ〉）
- LOST（イーサン・ロム〈ウィリアム・メイポーザー〉）
- ロング・ナイト 沈黙的真相（チェン・ミンジャン〈ティエン・シアオジエ〉[103]）

#### アニメ
- カーズ2（デヴィッド・ホブスキャップ）
- スター・ウォーズ/クローン・ウォーズ（テレビシリーズ）（チ・チョー）
- スパイダーマン（ノーマン・オズボーン / グリーンゴブリン）
- スパイダーマン&アメイジング・フレンズ（ノーマン・オズボーン / グリーンゴブリン）
- ターザン（ウィリアム・クレイトン）
- プレーンズ（リップスリンガー）
- ベイマックス（アリステア・クレイ）
- レミーのおいしいレストラン（弁護士タロン・レバス）

### ナレーション
- コールド・ケース "JFK" 〜暗殺の真相に迫る〜
- BBC EARTH 「サウス・パシフィック 海と島々の饗宴」 日本語版ナレーター （WOWOW、Animal Planet）
- BS世界のドキュメンタリー（NHK BS1）
  - 「50年後の未来」（2007年）
  - 「グレース・ケリー 知られざる素顔」（2021年3月20日）
- 新プラネット（アニマルプラネット）
- BBC世界の謎（ユーキャンDVDシリーズ）

### ボイスオーバー
- 地球ドラマチック（NHK教育）
  - 「エベレスト 50年目の登頂」（2003年）
  - 「悲劇の王妃 マリー・アントワネット」（2006年）
- BBC EARTH 北米ハイイログマの素顔（WOWOWドキュメンタリー）
- BS世界のドキュメンタリー（NHK BS1）
- フロム・ジ・アース/人類、月に立つ（NHK-BS2）
  - 第8回「アポロ13号・ニュースキャスターの闘い」（デビッド・モリソン〈デビッド・カウフマン〉の声）
- ゴードン・ラムゼイ:秘境の青空キッチン（ゴードン・ラムゼイ、ナショナルジオグラフィック）

### オーディオブック
- 巨人たちの星シリーズ（朗読）
  - 星を継ぐもの[104]
  - ガニメデの優しい巨人[105]
  - 巨人たちの星[106]
- 新版 指輪物語シリーズ（朗読[107]）※他の巻は大川透が担当
  - 新版 指輪物語2 旅の仲間（下）
  - 新版 指輪物語3 二つの塔（上）
  - 新版 指輪物語4 二つの塔（下）

### その他
- 黒い森 殺人事件（2023年、WOWOW） - 日本語版吹替演出
- ヘレーネ&トーマス〜バディ潜入捜査〜（2023年、WOWOW） - 日本語版吹替演出
- お騒がせ探偵!スペンサー・シスターズ（2024年、WOWOW） - 日本語版吹替演出
- シリアルキラーの妻（2024年、WOWOW） - 日本語版吹替演出